# 8th Wonder
8th Wonder è il secondo album del gruppo hip hop statunitense The Sugarhill Gang, pubblicato nel 1981 e distribuito dalla Sugar Hill Records. Dall'album sono estratti i discreti successi commerciali Apache e la title track. Partecipano all'album i Grandmaster Flash & the Furious Five, anche loro sotto contratto con la Sugar Hill Records di Sylvia Robinson, che il gruppo ha contribuito a portare alla luce. 8th Wonder è il disco di maggior successo commerciale per il gruppo: riesce ad arrivare al 50º posto tra gli album pop e al 15° tra gli album neri.
| Recensione       | Giudizio |
| ---------------- | -------- |
| AllMusic         | [ 1 ]    |
| Robert Christgau | B        |

In una recensione retrospettiva, Stephen Cook per AllMusic gli assegna tre stelle su cinque. Cook, pur criticando negativamente i toni funk dell'album, scrive che «anche se non hanno raccolto l'elogio critico dei loro compagni di etichetta, i Grandmaster Flash & the Furious Five, la Sugarhill Gang ha comunque prodotto la sua quota di fette memorabili dei primi anni dell'hip-hop.» Il critico Christgau scrive una recensione mista per il secondo sforzo del gruppo, assegnandogli una «B»: «le parole rap non sono più significative (questo gruppo non ha mai avuto materiale migliore del suo primo, peggiore e più grande singolo), ma il loro significato ritmico le rende irrilevanti.»

## Tracce
1. Funk Box – 8:05
2. On the Money – 5:25
3. 8th Wonder – 3:56
4. Apache – 6:09
5. Showdown (featuring Grandmaster Flash and the Furious Five) – 5:41
6. Giggalo – 3:51
7. Hot Hot Summer Day – 3:27

Durata totale: 36:34

## Classifiche
| Classifica (1982) | Posizione massima |
| ----------------- | ----------------- |
| Stati Uniti       | 50                |
| US Black Albums   | 15                |